# Agrochola laevis
Agrochola laevis là một loài bướm đêm trong họ Noctuidae.